# Індіанець у шафі (фільм)
«Індіанець у шафі» (англ. «The Indian In The Cupboard») — дитячий сімейний фантастичний пригодницький фільм режисера Френка Оза. Фільм знятий за однойменним романом Лінна Ріда Бенкса.

## Сюжет
На день народження школяр Омрі отримує подарунки, його брат дарує невелику шафку без ключа, знайдену десь на вулиці. Мати Омрі, в котрої була ціла колекція ключів, підбирає відпові́дний ключ, який відмикає шафку. Омрі замикає там пластмасову фігурку індіанця, подаровану однокласником Патріком. На подив хлопчика, він чує зсередини стукіт і виявляє, що чарівним чином фігурка ожила. Пластмасовий індіанець перетворився на справжнього, лише маленького. Той наляканий і вважає хлопчика велетнем. Але батько кличе Омрі, тож він замикає індіанця та йде в справах. Коли він повертається, то знаходить у шафці звичайну фігурку.
Згодом Омрі розуміє, що шафка оживлює фігурку та перетворює її знову на іграшку при кожному закритті. Індіанець розповідає, що він ірокез на ім'я Маленький Ведмідь з 1761 року. Він просить повернути його, проте Омрі не знає чи це можливо та пропонує лишитися. Школяр оживлює інші фігурки, та вони починають битись між собою і їх доводиться розчакловувати.
Індіанець допитується в Омрі як він живе та вирішує на якийсь час лишитись аби побачити світ. Хлопчик збирає для Маленького Ведмедя знаряддя, а коли він раниться, оживлює для допомоги медика, що вважає все це сном. Щоб індіанцеві не було сумно, Омрі оживлює іншого індіанця, але той виявляється вже старим і помирає. Невдовзі брат нишпориться в кімнаті Омрі та виявляє будинок індіанця. Маленький Ведмідь ховається, а Омрі знайомить його з Патріком. Хлопчик розповідає про чарівну властивість шафки. Патрік потай оживлює ковбоя «Плаксія» Буна. Ковбой намагається вбити індіанця, а Патрік просить принести обох до школи. Сидячи в сумці, ті балакають і миряться. Вчитель підозрює, що в сумці схована якась таємниця, тоді індіанець і ковбой прикидаються іграшками.
Патрік знаходить фігурку, котра, як думає, може стати Маленькому Ведмедю дружиною замість тієї, яку він втратив у своєму часі. Повернувшись додому, Омрі виявляє, що брат викинув шафку. Він швидко знаходить її, але ключ зник. Ковбой, втім, відкриває для себе таку розвагу як телевізор і йому подобається життя серед «велетнів». Індіанець випадково ранить його стрілою та лікує, як може.
Омрі виявляє щілину в підлозі, куди впав ключ, але не може його дістати. Маленький Ведмідь лізе за ним, та поряд виявляється щур брата Омрі. Індіанцеві вдається дістати ключ, після чого Омрі знову оживлює медика, щоб він врятував ковбоя. Хлопчик вирішує перетворити їх назад на іграшки, щоб вони продовжили звичне життя людьми в своїх часах. Омрі закриває їх у шафці і ті стають іграшками.
Згодом Омрі пише оповідання про пригоди Маленького Ведмедя, де описує як його життя склалося на краще.

## У ролях
| Актор             | Роль                        |
| ----------------- | --------------------------- |
| Гал Скардіно      | Омрі                        |
| Ґері Пол Девіс    | індіанець Маленький Ведмідь |
| Девід Кіт         | Бун                         |
| Ліндсей Краус     | Джейн                       |
| Річард Дженкінс   | Віктор                      |
| Ріші Бхат         | Патрик                      |
| Стів Куґан        | Томмі Аткінс                |
| Сакіна Джаффрі    | Люсі                        |
| Вінсент Картайзер | Джіллон                     |
| Нестор Серрано    | учитель                     |
| Майкл Пападжон    | кардассіанець               |

## Касові збори і критика
За перші чотири дня прокату у Північній Америці фільм зайняв шосте місце по зборах, заробивши трохи більше $7 млн. Спільна сума касових зборів склала $ 35,656,131. Фільм отримав в основному позитивні відгуки критиків. На сайті Rotten Tomatoes рейтинг картини склав 70 %, а середня оцінка — 6,4 балів з 10 на основі 20 оглядів.